# اوبرکوخن ۵۴۸۹
سیارک ۵۴۸۹ (به انگلیسی: 5489 Oberkochen، نامگذاری:1993BF2) پنج هزار و چهارصد و هشتاد و نهمین سیارک کشف شده‌است که در ۱۷ ژانویه ۱۹۹۳ کشف شد.
قدر مطلق سیارک برابر ۱۱٫۵۰ است.